# Top of the Island
「Top of the Island」（トップ・オブ・ジ・アイランド）は、RYUKYUDISKOのメジャー5枚目（通算6枚目）のシングル。2008年10月29日発売。

## 概要
- 今回は念願のメジャーでインストゥルメンタルテクノ曲でのシングル[1]。
- メンバーの廣山陽介は沖縄の島や海岸の光景を余すことなくサウンドで表現するため、Casio、YAMAHA、Roland等のデジタルシンセの機種(Yamaha SY77、Roland D-10、Korg M1、Casio FZ1)をたくさん買い込んで多用したと語っている。
- ジャケットの写真は廣山哲史自身で読谷村で撮った[2]。

## 収録曲
1. Top of the Island
  - NHKテレビ「トップランナー」テーマソング
2. 夢のFUTURE feat. KOTOMI（TIME IS DISSING ME REMIX）
  - Remixed by ☆Taku Takahashi